# فيكتوريا هرنانديز
فيكتوريا هرنانديز (بالإنجليزية: Victoria Hernández)‏ هي سيدة أعمال أمريكية، ولدت في 23 مارس 1897 في Aguadilla, Puerto Rico ‏ في الولايات المتحدة، وتوفيت في 11 أبريل 1998 في Trujillo Alto, Puerto Rico ‏ في الولايات المتحدة.